# Vz 50
Vz 50は、チェコスロバキアで開発された自動式拳銃である。Vzは「モデル」を意味する「VZOR」から来ており、VZOR 50と表記されることもある。

## 概要
チェコスロバキアは第二次世界大戦後に共産圏の一員となったが、もともと高度な兵器製造能力を有していたこともあって、可能な限り兵器の国産開発を行うという独自方針をとった。本銃はその方針に基づき、チェコスロバキアのボルミッシュ兵器工場が中心となって開発されたものである。製造はチェスカー・ズブロヨフカ（CZ）で行われた。
ドイツのワルサーPP拳銃を参考に設計されており、デザインや構造はよく似ている。.32ACP弾を使用し、作動方式はブローバック式、撃発機構はハンマー露出型のダブルアクションである。フレーム左側面に、デコッキングレバーを兼ねたマニュアルセフティが配置されている。
チェコスロバキア軍の制式拳銃となったが、1952年にはソ連の7.62x25mmトカレフ弾と共通サイズの7.62mm VZOR48拳銃弾を使用するVz 52拳銃が制式化されており、そちらが広く使用された。また、警察用拳銃としても採用されたほか、スポーツ用として西側諸国への輸出も行われている。
1970年には、ほとんど同型のVz 70が制式化されたが、あえて新制式とした理由は定かではない。
現在のチェコ軍ならびにスロバキア軍では既に使用されていない。また、2025年時点でCZ社の製品一覧には記載されていない。

## 派生型
Vz 70
1970年にチェコスロバキア軍で制式化された改良モデル。設計にほとんど差異はない。